# 高井隆司
高井 隆司（たかい りゅうじ、1986年10月22日 - ）は日本のスノーボーダーである。岐阜県飛騨市出身。K2SNOW BOARDING JAPAN契約ライダー。

## 人物・エピソード
岐阜県飛騨市を中心に活動する。
- 10歳でスノーボードに出会う。地元のスターシュプール緑風リゾートひだ流葉を滑り込む。
- 18歳　単身ニュージーランドへスノーボード留学。１シーズン、カードローナを滑る。
- 19歳　長野県白馬４７に籠もる。
- 20〜21歳　カナダウィスラー・ブラッコムにスノーボード留学。２シーズン滑り込む。
- 22〜24歳　流葉に戻りパークプロデュースやIST Picturesの撮影で全国各地を回る。K2SNOWBOARDINGと契約。
- 25歳　岩手安比高原に籠もり【SNOWLAB】の撮影。この年にTENJIN BANKED SLALOM2012に出場し日本人最高位となる２位になりアメリカ・ベイカーで行われるLAGENDARY BANKED SLALOMの出場権を獲得。
- 26歳　カナダウィスラー・アメリカベイカーに渡り【maddoc】の撮影と【lagendary banked slalom】に出場。

スロープスタイル
バックカントリー

## スポンサー
- K2SNOWBOARDING
- RIDE
- ASHBURY
- CELTEC
- COAL

- 39FACTORY
- ムラサキスポーツ
- PEACEROOM

## リザルト
- TENJIN BANKED SLALOM2012 2位
- LEGANDRY BANKED SLALOM2013　37位

## 出演作品

### DVD
- 便座のフタはしめろ！IST Pictures 2008　https://www.youtube.com/watch?v=MhAf-9RsUME
- スノーボードと僕とテロワール 　IST Pictures2009　https://www.youtube.com/watch?v=Nud7PJ4vvXQ
- �滑ルンです！IST Pictures2009
- SNOW LAB 2012
- maddoc【ANOTHER WORLD】 2013

### 雑誌
- EPIC SNOWBOARDING MAGAZINE
- TRANSWORLDJAPAN
- FREERUN
- SNOWSTYLE